# 79. Internationale Sechstagefahrt

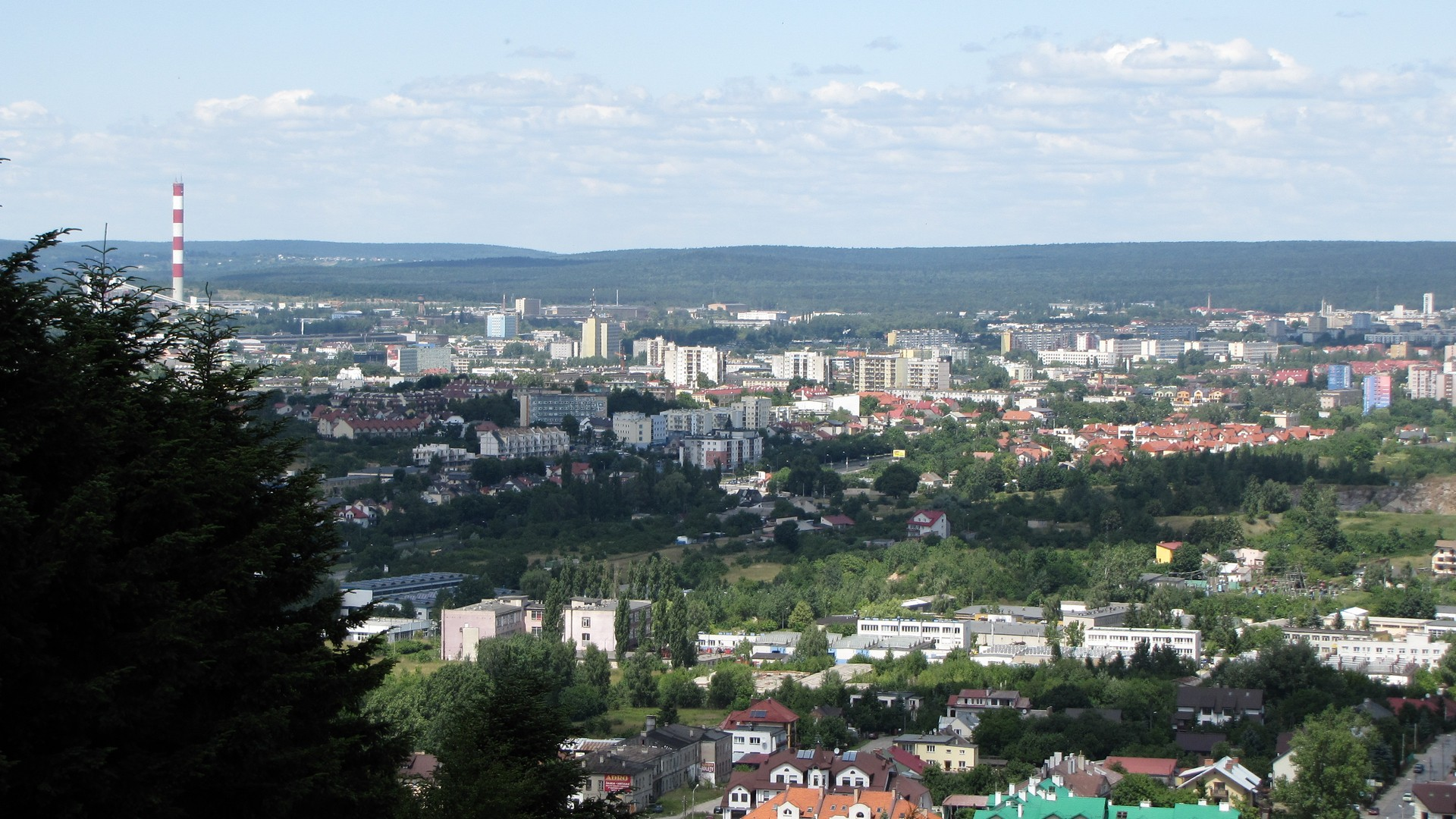
Kielce, Start- und Zielort der einzelnen Etappen

Die 79. Internationale Sechstagefahrt war die Mannschaftsweltmeisterschaft im Endurosport und fand vom 13. bis 18. September 2004 im polnischen Kielce sowie im Heiligkreuzgebirge statt. Die Nationalmannschaften Finnlands gewannen zum insgesamt sechsten Mal sowie dritten Mal in Folge die World Trophy sowie zum dritten Mal die Junior World Trophy.

## Wettkampf

### Organisation
Die Veranstaltung fand zum vierten Mal in Polen statt, nachdem bereits die 42. (1967), 62. (1987) und 70. Internationale Sechstagefahrt (1995) an das Land vergeben wurden.
Am Wettkampf nahmen 21 Teams für die World Trophy, 13 für die Junior Trophy, 72 Clubteams sowie 26 Einzelfahrer aus insgesamt 30 Nationen teil.
Deutschland nahm an der World und Junior World Trophy sowie mit 6 Clubmannschaften teil. Aus Österreich und der Schweiz waren 1 bzw. 2 Einzelfahrer am Start.

### 1. Tag
Alle 417 gemeldeten Fahrer starteten in den ersten Wettkampftag.
Nach dem ersten Fahrtag führte in der World-Trophy-Wertung das Team aus Finnland vor Italien und Frankreich. Das deutsche Team lag auf dem 11. Platz.
In der Junior-Trophy-Wertung führte das italienische Team vor Spanien und Polen. Das deutsche Team lag auf dem 5. Platz.
Die Clubwertung führte der MOTO CLUB AZZURRI vor HAMMEENLINNAN MOOTTORIKERHO und KBS UAMK TEAM UNHOST I. Beste deutsche Clubmannschaft war das Team DMSB 1 ADAC HESSEN-THÜRINGEN auf dem 20. Platz.

### 2. Tag
Die World-Trophy-Wertung führte weiter das Team aus Finnland vor Italien und Frankreich an. Das deutsche Team fiel auf den 12. Platz ab.
In der Junior-Trophy-Wertung führte das spanische Team vor Italien und Finnland. Das deutsche Team lag weiter auf dem 5. Platz.
Die Clubwertung führte der MOTO CLUB AZZURRI vor HAMMEENLINNAN MOOTTORIKERHO und MOTOKLUB JIRETIN II an. Das Team DMSB 1 ADAC HESSEN-THÜRINGEN verbesserte sich auf den 17. Platz.

### 3. Tag
Der Fahrtag wurde von vier tragischen Todesfällen überschattet: Ein holländischer Betreuer auf dem Motorrad stieß mit einem privaten Pkw zusammen, wobei er und die beiden Insassen ihr Leben verloren.
In der zweiten Runde der Tagesetappe verunglückte der deutsche World-Trophy-Fahrer Swen Enderlein ohne Fremdeinwirkung und starb noch an der Unfallstelle. Die beiden deutschen Nationalmannschaften (World und Junior World Trophy) brachen den Wettbewerb unmittelbar darauf ab. In den Ergebnislisten wurden sie auf den jeweils letzten Plätzen (21 bzw. 13) weitergeführt.
In der World-Trophy-Wertung führte nach wie vor das Team aus Finnland vor Italien und Frankreich.
Die Junior-Trophy-Wertung führte das italienische Team vor Spanien und Finnland an.
Die Clubwertung führte wie am Vortag der MOTO CLUB AZZURRI vor HAMMEENLINNAN MOOTTORIKERHO und MOTOKLUB JIRETIN II an. Das Team DMSB 1 ADAC HESSEN-THÜRINGEN verbesserte sich auf den 14. Platz.

### 4. Tag
Am Ende des vierten Fahrtags führte in der World-Trophy-Wertung weiter unverändert das Team aus Finnland vor Italien und Frankreich.
In der Junior-Trophy-Wertung führte das spanische Team vor Finnland und Polen.
Alle sechs deutschen Clubmannschaften traten zum vierten Fahrtag nicht mehr an und zogen sich damit ebenso wie die Nationalmannschaften vom Wettbewerb zurück. In den Ergebnislisten wurden sie weitergeführt.
Die Clubwertung führte weiter der MOTO CLUB AZZURRI vor HAMMEENLINNAN MOOTTORIKERHO und MOTOKLUB JIRETIN II an.

### 5. Tag
Die Zwischenstände nach dem fünften Fahrtag: In der World-Trophy-Wertung führte weiter das Team aus Finnland vor Italien und Frankreich.
In der Junior Trophy führte weiter das spanische Team vor Finnland und Polen.
Die Clubwertung führte wie am Vortag der MOTO CLUB AZZURRI vor HAMMEENLINNAN MOOTTORIKERHO und MOTOKLUB JIRETIN II.

### 6. Tag
Am letzten Tag wurde eine kurze Etappe und das Abschlussmotocross als letzte Sonderprüfung gefahren.
Letzteres endete jedoch nicht wie geplant: Der Streckenuntergrund war stark ausgetrocknet, wodurch widrige Sichtverhältnisse infolge der Staubentwicklung herrschten. Die noch im Wettbewerb befindlichen Fahrer der Klasse E1 bestritten die ersten Rennen, wobei es zahlreiche Stürze und auch einen Schwerverletzten gab. Bis auf wenige Ausnahmen weigerten sich folgende Starter der E1 sowie der später folgenden Klassen E2 und E3 nachvollziehbar gegen einen Start bei diesen Bedingungen, auch konnte der Veranstalter trotz Bewässerung die Bedingungen nicht spürbar bessern. Als zwei britische Fahrer trotzdem ihr Rennen antreten wollten, wurden sie von Fahrern der spanischen World- und Junior-World-Trophy-Mannschaften davon abgehalten, indem sie die Strecke demonstrativ blockierten. – Dieses Verhalten bestrafte die Jury mit der Disqualifikation der spanischen Nationalmannschaften. Seitens der Real Federación Motoclista Española (RFME) wurde Protest gegen die Entscheidung eingelegt.

## Endergebnisse
Im November 2004 entschied der International Disciplinary Court (CDI) der FIM über den Einspruch der RFME gegen die Entscheidung der Jury, die die spanische World und Junior World Trophy am 6. Tag disqualifiziert hatte. – Die Disqualifikation bleibt bestehen. Dadurch büßte die Junior-World-Trophy-Mannschaft ihre Führungsposition in diesem Wettbewerb ein und stattdessen siegte die finnische Mannschaft.

### World Trophy
| Platz | Team                   | Zeit        |
| ----- | ---------------------- | ----------- |
| 1.    | Finnland               | 13:43,40    |
| 2.    | Italien                | 18:31,54    |
| 3.    | Frankreich             | 20:30,54    |
| 4.    | Schweden               | 23:55,50    |
| 5.    | Vereinigtes Königreich | 33:49,24    |
| 6.    | Australien             | 36:08,43    |
| 7.    | Tschechien             | 43:21,07    |
| 8.    | Niederlande            | 46:50,41    |
| 9.    | Polen                  | 54:43,28    |
| 10.   | Portugal               | 55:09,26    |
| 11.   | Vereinigte Staaten     | 1:06:29,49  |
| 12.   | Belgien                | 1:08:34,80  |
| 13.   | Lettland               | 1:38:56,28  |
| 14.   | Mexiko                 | 1:52:16,26  |
| 15.   | Venezuela              | 1:54:29,32  |
| 16.   | Ungarn                 | 2:01:04,43  |
| 17.   | Irland                 | 2:29:13,26  |
| 18.   | Kanada                 | 13:08:35,43 |
| 19.   | Griechenland           | 21:56:22,25 |
| 20.   | Deutschland (a)        | 40:26:45,74 |
| DQU   | Spanien (b)            | 60:00:00,00 |

### Junior World Trophy
| Platz | Team                   | Zeit        |
| ----- | ---------------------- | ----------- |
| 1.    | Finnland               | 12:49,70    |
| 2.    | Polen                  | 13:47,55    |
| 3.    | Australien             | 21:49,29    |
| 4.    | Vereinigtes Königreich | 25:52,28    |
| 5.    | Slowakei               | 27:04,72    |
| 6.    | Niederlande            | 28:05,84    |
| 7.    | Schweden               | 28:34,64    |
| 8.    | Italien                | 34:25,86    |
| 9.    | Tschechien             | 49:23,19    |
| 10.   | Vereinigte Staaten     | 53:13,42    |
| 11.   | Frankreich             | 8:19:17,61  |
| 12.   | Deutschland (c)        | 24:09:31,25 |
| DQU   | Spanien (d)            | 36:00:00,00 |

### Club Team Award
| Platz                      | Team                             | Zeit        |
| -------------------------- | -------------------------------- | ----------- |
| 1.                         | MOTO CLUB AZZURRI                | 25:44,71    |
| 2.                         | HAMMEENLINNAN MOOTTORIKERHO      | 31:13,97    |
| 3.                         | MOTOKLUB JIRETIN II              | 32:43,18    |
| 4.                         | TEAM ITALIA UNDER 21 A           | 36:03,06    |
| 5.                         | MOTOKLUB JIRETIN I               | 38:21,93    |
| 6.                         | MOTORCYCLING AUSTRALIA NO 1      | 39:49,35    |
| 7.                         | OLEK MOTOCYKLE MITSUI            | 46:05,44    |
| 8.                         | WALES A                          | 46:31,38    |
| 9.                         | RFME JUNIOR TEAM                 | 49:15,33    |
| 10.                        | KNMV 1                           | 49:31,95    |
| 000{\displaystyle \vdots } |                                  |             |
| 67.                        | DMSB 1 ADAC HESSEN-THÜRINGEN (e) | 20:42:44,37 |
| 68.                        | DMSB 3 ADAC NIEDERSACHSEN (e)    | 23:49:46,06 |
| 69.                        | DMSB 4 ADAC WÜRTTEMBERG (e)      | 24:01:19,17 |
| 70.                        | DMSB 6 (e)                       | 24:49:11,20 |
| 71.                        | DMSB 5 (e)                       | 28:38:40,89 |
| 72.                        | DMSB 2 ADAC SACHSEN (e)          | 29:38:27,82 |

### Manufacturer's Team Award
| Platz | Team                  | Zeit        |
| ----- | --------------------- | ----------- |
| 1.    | UFO YAMAHA            | 5:37,33     |
| 2.    | HUSQVARNA CH RACING A | 13:01,87    |
| 3.    | HUSABERG 1            | 13:32,75    |
| 4.    | KTM FARIOLI B         | 17:14,62    |
| 5.    | GAS GAS 1             | 18:34,32    |
| 6.    | GAS GAS 2             | 20:34,22    |
| 7.    | KTM TEAM OSTRA SWEDEN | 24:39,48    |
| 8.    | GAS GAS 3             | 35:15,02    |
| 9.    | YAMAHA                | 52:07,46    |
| 10.   | KTM RACING TEAM       | 59:24,45    |
| 11.   | KTM HUNGARY           | 2:02:29,67  |
| 12.   | HONDA HM              | 6:07:53,46  |
| 13.   | KTM                   | 7:46:27,15  |
| 14.   | HUSABERG 2            | 10:33:39,36 |
| 15.   | HUSQVARNA             | 10:59:31,03 |
| 16.   | KTM FARIOLI A         | 12:04:35,47 |

### Einzelwertung
| Klasse | Starter | Gold | Silber | Bronze | ohne Medaille | Ausfall/Disqualifikation | Klassensieger (Motorrad) | Zeit       |
| ------ | ------- | ---- | ------ | ------ | ------------- | ------------------------ | ------------------------ | ---------- |
| E1 (f) | 140     | 56   | 50     | 8      | 6             | 20                       | Bartosz Oblucki (Yamaha) | 2:40:11,64 |
| E2 (g) | 185     | 47   | 88     | 20     | 4             | 26                       | Stefan Merriman (Yamaha) | 2:21:57,64 |
| E3 (h) | 92      | 29   | 33     | 9      | 1             | 20                       | Samuli Aro (KTM)         | 2:22:47,38 |
| Gesamt | 417     | 132  | 171    | 37     | 11            | 66                       |                          |            |

## Teilnehmer
| Staat                  | World Trophy Team | Junior World Trophy Team                                                                                      | Club-Teams, Einzelstarter |
| ---------------------- | --- | --- | --- |
| Argentinien            | | | 1 Einzelfahrer |
| Australien             | Damian Smith (Yamaha) Stefan Merriman (Yamaha) Kirk Hutton (Yamaha) Michael Oliver (KTM) Bradley Williscroft (KTM) Stuart Bennett (KTM)               | Anthony Roberts (Husqvarna) Jacob Stapleton (TM) Glenn Kearney (Yamaha) Ben Grabham (Yamaha)                  | MOTORCYCLING AUSTRALIA NO 1 MOTORCYCLING AUSTRALIA NO 2 MOTORCYCLING AUSTRALIA NO 3 |
| Belgien                | Fabrice Despotin (KTM) Kevin Gauniaux (KTM) Benoit Monseu (Yamaha) Jean Francois Goblet (GasGas) Thierry Klutz (GasGas) Arnaud Dermine (GasGas)       | | HOESELT MC MC LES FAISANS |
| Dänemark               | | | KOGE SPORT MOTOKLUB 1 Einzelfahrer |
| Deutschland            | André Decker (KTM) Swen Enderlein (KTM) Stefan Hau (KTM) Tobias Auerswald (Husqvarna) Sascha Eckert (Husqvarna) Bert Meyer (KTM)                      | Mike Hartmann (KTM) Marco Straubel (KTM) Marcus Kehr (KTM) Ralf Scheidhauer (KTM)                             | DMSB 1 ADAC HESSEN-THÜRINGEN DMSB 2 ADAC SACHSEN DMSB 3 ADAC NIEDERSACHSEN DMSB 4 ADAC WÜRTTEMBERG DMSB 5 DMSB 6 |
| Finnland               | Silvan Peteri (KTM) Juha Salminen (KTM) Mika Saarenkoski (Husqvarna) Samuli Aro (KTM) Jani Laaksonen (GasGas) Mika Ahola (Husqvarna)                  | Valtteri Salonen (Honda) Jari Mattila (Honda) Tomi Peltola (KTM) Marko Tarkkala (Husaberg)                    | HAMMEENLINNAN MOOTTORIKERHO HYVINKAAN MOOTTORIKERHO |
| Frankreich             | Fabien Planet (KTM) Marc Germain (Yamaha) Damien Miquel (Yamaha) Raphael Andre (Husqvarna) Sebastien Guillaume (GasGas) Emmanuel Albepart (GasGas)    | Johan Pelleteret (Kawasaki) Jordan Curvalle (Kawasaki) Nicolas Deparrois (Husqvarna) Nicolas Paganon (GasGas) | 4 Einzelfahrer |
| Griechenland           | Savas Kapageridis (Honda) Thanassis Choundras (KTM) Vasilis Siafarikas (Honda) Adamos Prassos (KTM) Fotis Skaris (KTM) Dimitris Kokkinos (Husqvarna)  | | HELLAS 2 2 Einzelfahrer |
| Irland                 | Ronan Buggle (Honda) Peter Campbell (Honda) Philip Powoerly (TM) Gordon Clarke (TM) Vinnie Fitzsimons (VOR) Seamus Hayes (GasGas)                     | | TORC I TORC II TORC III |
| Israel                 | | | MEMSI |
| Italien                | Roberto Bazzurri (Husqvarna) Alessandro Belometti (KTM) Mario Rinaldi (Yamaha) Mario Botturi (KTM) Giovanni Sala (KTM) Alessandro Zanni (Honda)       | Simone Albergoni (Honda) Giuseppe Canova (Husqvarna) Roberto Rota (KTM) Andrea Beconi (Yamaha)                | ENDURO TEAM TREVIZA RACING MOTO CLUB AZZURRI TEAM ITALIA UNDER 21 A TEAM ITALIA UNDER 21 B |
| Japan                  | | | JAPAN EAST JAPAN WEST |
| Kanada                 | Sean Wiesner (Husqvarna) Kelly Graffunder (Husqvarna) Andy Weiss (KTM) Bruce Moffatt (Yamaha) Lee Fryberger (Husaberg) Clinton Riviere (Husaberg)     | | 2 Einzelfahrer |
| Kroatien               | | | 5 Einzelfahrer |
| Lettland               | Eduards Stefanovics (Yamaha) Kristians Evarsons (KTM) Madars Pureklis (Yamaha) Einars Vinters (KTM) Lauris Ermanis (VOR) Janis Vinters (KTM)          | | |
| Mexiko                 | Homero Diaz (KTM) Alberto Quijano (Husqvarna) Sergio Diaz (KTM) Arturo Quijano (Yamaha) Juan Carlos Cardenas (KTM) Arturo Garza (KTM)                 | | 2 Einzelfahrer |
| Namibia                | | | 1 Einzelfahrer |
| Niederlande            | Ralph Hubers (Yamaha) Pedro Tragter (Honda) Frank Isfordink (KTM) Michel Visser (Husqvarna) Bas van Hunnik (KTM) Erik Davids (KTM)                    | Hans Vogels (Yamaha) Erald Lammertink (Yamaha) Amel Advokaat (Husqvarna) Erwin Plekkenpol (KTM)               | BMAC BORCULO TEAM KERKEMEYER KNMV 1 KNMV 2 TOERENTELLER |
| Österreich             | | | 1 Einzelfahrer |
| Polen                  | Maciej Wrobel (Yamaha) Marek Swiderski (Yamaha) Karol Kedzierski (Yamaha) Lukasz Bartosz (KTM) Marek Przybysz (KTM) Jakub Przygonski (KTM)            | Bartosz Oblucki (Yamaha) Michal Szuster (Yamaha) Lukasz Kedzierski (Yamaha) Pawel Swiderski (KTM)             | OLEK MOTOCYKLE MITSUI PZM KTM NOVI KIELCE PZM SZARAK SOCHACZEW SANNY/TW 1 Einzelfahrer |
| Portugal               | Helder Rodrigues (KTM) Pedro Enes (Honda) Mario Patrao (Yamaha) Jordao Jorge (KTM) Paulo Goncalves (GasGas) Paulo Felicia (GasGas)                    | | |
| Slowakei               | | Juraj Dosza (KTM) Robert Kapajcik (KTM) Tomas Bucenec (KTM) Stefan Svitko (KTM)                               | |
| Spanien                | Daniel Llobet (Honda) Oriol Tort (Husqvarna) Miki Arpa (Husqvarna) Xavier Puigdemont (KTM) Gerrard Farres (KTM) Joan Jou (Husaberg)                   | Cristobal Guerrero (Yamaha) Arnau Vilanova (Honda) Ivan Cervantes (KTM) Xavier Galindo (KTM)                  | CERAMICA DENTAL DON CAMILLO EP ESCUDERIA CAUCA50A ANIVERSARIO FAM RFME JUNIOR TEAM |
| Schweden               | Rikard larsson (TM) Niklas Gustavsson (KTM) Andreas Toresson (Husaberg) Joakim Ljunggren (KTM) Björne Carlsson (Husaberg) Anders Eriksson (Husqvarna) | Tobias Lindbom (KTM) Charlie Soderblom (Husaberg) Kristofer Almen (KTM) Patrik Wicksell (KTM)                 | FMCK HÄSSLEHOLM FORSVARSMAKTEN ENDUROKLUBB TEAM OSTRA ENDURO |
| Schweiz                | | | 2 Einzelfahrer |
| Tschechien             | Ivan Jakes (KTM) Bohumil Posledni (KTM) Vik Kuklik (KTM) Pavel Melichar (KTM) David Cadek (KTM) Karel Scheder (Husaberg)                              | Tomas Cisar (KTM) Lukas Kroupa (KTM) Jiri Mejsner (KTM) Robert Sip (KTM)                                      | I UAMK-KM ENDURO POLICE ENDUROSPORT BRNO KBS UAMK TEAM UNHOST I KBS UAMK TEAM UNHOST II KBS UAMK TEAM UNHOST III MITAS BETONG - CZECH ENDURO MOTOKLUB CHRASTAVA MOTOKLUB JIRETIN I MOTOKLUB JIRETIN II MOTOSPORT BOZKOV         |
| Ungarn                 | Tamas Boros (Yamaha) Janos Desi (Honda) Laszlo Toth (KTM) Istvan Marko (Suzuki) Peter Katai (KTM) Akos Varga (KTM)                                    | | NOWAR TEAM HUNGARY |
| Venezuela              | Nicolas Cardona (Yamaha) Ricardo Gimon (KTM) Fabian Birarda (KTM) Fernando Ramirez (KTM) Fernando Macia (Yamaha) Pedro Gonzalez (KTM)                 | | |
| Vereinigtes Königreich | Paul Edmondson (Honda) Wayne Braybrook (Honda) Chris Hay (KTM) Edward Jones (KTM) David Knight (KTM) Juan Knight (GasGas)                             | Daryl Bolter (Husqvarna) Simon Wakely (Honda) Dylan Jones (Yamaha) Robert Jones (Yamaha)                      | BRITISH ARMY B BRITISH ARMY MCA MANCHESTER 17 MCC MIDLAND ENDURO CLUB NORTHRIDING ENDURO RPM ENDURO TEAM SOUTHERN COUNTRIES ENDURO CLUB TEAM ENGLAND WALES A WALES B WALES C WEST OF ENGLAND WITLEY B WITLEY MCC 2 Einzelfahrer |
| Vereinigte Staaten     | Fred Hoess (Husqvarna) Tim Taber (KTM) Kurt Caselli (KTM) Jimmy Jarrett (Yamaha) Nathan Kanney (Yamaha) Nick Pearson (KTM)                            | Wallace Palmer (Suzuki) Ryan Powell (Yamaha) Paul Neff (GasGas) Cody Mastin (GasGas)                          | ATHENS MC DESERT MC JAFMAR RACING MERCED DIRT RIDERS MISSOURI MUDDERS NJ RIDGE RIDERS MC SKUNKWRX.NET 2 Einzelstarter |